# Selección de fútbol de Croacia
La selección de fútbol de Croacia (en serbocroata: Hrvatska nogometna reprezentacija) es el equipo representativo de ese país. Desde 1940 es controlado por la Federación Croata de Fútbol (Hrvatski Nogometni Savez) en las competiciones oficiales organizadas por la UEFA y la FIFA.
La selección se formó de manera definitiva en 1991 tras su independencia por el desmembramiento de Yugoslavia. Antes de dicha circunstancia, los jugadores croatas jugaban en la selección de fútbol de Yugoslavia como parte del mismo país.
Sin embargo, durante un corto período de tiempo en la Segunda Guerra Mundial y debido a la invasión de las potencias del eje al Reino de Yugoslavia, existió un estado independiente croata que jugó un total de tres partidos entre 1940 y 1942, y  que es considerado como el primer seleccionado de Croacia.
Desde su debut como selección independiente, Croacia ha disputado seis ediciones de la Copa Mundial de Fútbol, obteniendo unas buenas actuaciones pese a ser una selección de reciente creación. Entre sus logros cuenta con el subcampeonato de la Copa Mundial de Fútbol de 2018, además de haber logrado el tercer puesto en la Copa Mundial de Fútbol de 1998 (Siendo este su debut en la competición) y en la Copa Mundial de Fútbol de 2022. En la Eurocopa, ha conseguido también notables actuaciones, alcanzando los cuartos de final del torneo en dos ocasiones de las cinco en las que se ha clasificado para el torneo.
Sus buenas participaciones la han hecho colocarse en el 4.º puesto en la clasificación mundial FIFA, la mejor 3.ª selección de la clasificación de la UEFA, llegando a colocarse como 3.ª mejor selección mundial en 1999, y la 23.ª selección en promedio desde que se establece la clasificación de la FIFA.
La mayoría de los partidos como local los disputa en el estadio Maksimir de Zagreb, aunque algunos los disputa, también, en el estadio Poljud de Split o en otros de menor capacidad, como el Stadion Gradski vrt de Osijek, dependiendo de la naturaleza del partido. El equipo se mantuvo invicto en sus primeros treinta y seis partidos en casa en Maksimir, pero perdió en 2008 con Inglaterra.,

## Historia

### Época previa a la independencia (1873-1989)

Escudo del Estado Independiente de Croacia

El fútbol fue introducido en Croacia por expatriados ingleses en las ciudades de Rijeka y Županja en 1873. Los archivos de la FIFA documentan un equipo nacional croata jugando un partido contra la oposición interna en 1907. Antes de la independencia de la nación, futbolistas croatas jugaban para los equipos nacionales del Reino de Yugoslavia (1919-39) y de la República Federal Socialista de Yugoslavia (1945-90), aunque durante los períodos de agitación política, equipos étnicamente croatas a veces se formaban para jugar partidos no oficiales. Un equipo nacional fue organizado apresuradamente, dirigido por Hugo Kinert, para jugar unos pocos partidos nacionales privados en 1918-19.
En 1940, Jozo Jakopić condujo un equipo nacional no oficial que representara a la Banovina de Croacia en cuatro partidos amistosos: dos contra Suiza y dos contra Hungría, en lo que puede considerarse el primer paso de la formación oficial del seleccionado. Croacia hizo su debut como equipo independiente tras derrotar a Suiza por 4-0 el 2 de abril de 1940 en la ciudad de Zagreb, en donde Matekalo tendría el honor de anotar el primer tanto de la historia croata. Tras la invasión de las potencias del eje, la Federación Croata de fútbol se oficializó brevemente, incorporándose a la FIFA el 17 de julio de 1941 como Estado independiente de Croacia. El bando nacional, bajo la dirección de Rudolf Hitrec, jugó quince partidos amistosos, catorce como miembro oficial de la FIFA. Su primer resultado grabado de Croacia como asociado a la FIFA fue un empate a un gol con Eslovaquia el 8 de septiembre en Bratislava. Más partidos se jugaron hasta 1945 cuando se abolió el Estado Independiente de Croacia y la República Federal Socialista de Yugoslavia asumió el control, poniendo así fin a la afiliación del equipo a la FIFA.
De 1950 a 1956, otro equipo croata no oficial fue brevemente creado. Este ganó un partido contra Indonesia y otro contra el equipo yugoslavo jugando como Serbia. La selección de Yugoslavia en los Juegos Olímpicos de 1956 incluyó en su delegación a varios futbolistas croatas, como también lo hizo en las Copas Mundiales y las Eurocopas hasta 1990, fecha en la que se produce la independencia final de Croacia.

### Formación oficial (1990-1994)
El último equipo de Yugoslavia, conocido como tal, tuvo un considerable contingente croata que jugó contra Suecia el 16 de mayo de 1991, días antes de la independencia de Croacia. Otro equipo croata formado durante este tiempo; jugó su primer partido internacional moderno, contra la selección estadounidense, el 17 de octubre de 1990 en el Estadio Maksimir. Este partido, que Croacia ganó por 2-1, fue uno de los tres partidos dirigidos por el administrador original Dražan Jerković. El partido contra el equipo americano también marcó la introducción del jersey nacional de Croacia. Diseñado con gofrados únicos, fue ampliamente reconocido por su originalidad. Croacia todavía se consideraba parte de Yugoslavia hasta su declaración de independencia el 8 de octubre de 1991, pero ese equipo ya sirvió como un conjunto nacional reconocido.
A mediados de 1992, el equipo se unió a la FIFA y a la UEFA. Las actuaciones del equipo antes de la independencia de Croacia no se registraron por la FIFA, por lo que se ubicaron en el lugar 125.º de la clasificación mundial, en el que tendría un vertiginoso ascenso. Miroslav Blažević fue nombrado director técnico y dirigió al equipo en la fase de clasificación para la Eurocopa 1996 de Inglaterra. Comenzó con una victoria por 2-0 sobre Estonia el 4 de septiembre de 1994 y luego por este mismo resultado a Lituania un mes más tarde. Prosiguió con una victoria por 2-1 sobre Italia y con otra por 2-0 contra Eslovenia. Su primera derrota llegó el día 11 de junio de 1995, por 0-1 frente a Ucrania. Terminaron en la primera posición de su grupo de clasificación con 23 puntos en 10 partidos, superando a Italia solo por diferencia de goles, consiguiendo la clasificación directa al máximo torneo continental de Europa. Sería la primera vez que Croacia acudiese a una gran cita como país independiente, y sus buenos resultados le valieron para ganar en 1994 el «Best Mover of the Year» por ser la selección que más puestos subió en la clasificación mundial.

### Primer éxito y afianzamiento (1994-2012)

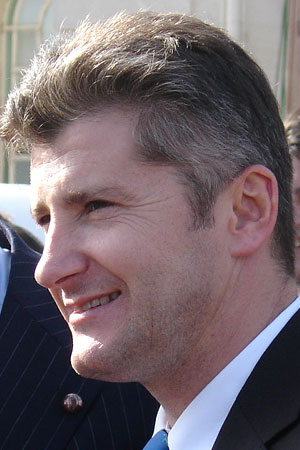
Davor Šuker, máximo goleador del Mundial 98 y gran baluarte para que Croacia firmase una gran actuación en esa Copa Mundial.

En la Eurocopa de 1996, realizó una destacada actuación tras quedar eliminada en los cuartos de final del torneo. Todo un éxito al tratarse de una selección de reciente creación y ser la primera vez que participaba en un torneo internacional oficial.
Avanzaría a la fase final del torneo, tras quedar segunda del grupo D por detrás de la selección portuguesa, frente a la que perdió por 0-3, y superar a la selección danesa por 3-0 y a la selección turca por 0-1, para quedar emparejadas en la fase del K. O. con la selección alemana.
En el partido frente a los germanos, el más importante de la historia del país hasta la fecha, consiguieron plantar cara a los vigentes subcampeones de Europa y consiguieron empatar el partido a un gol gracias al tanto de Davor Šuker, pero un gol final de Matthias Sammer eliminaría a los croatas de una competición, que finalmente vencerían los alemanes.
Croacia había logrado firmar una gran aparición en el panorama mundial, y como se demostraría, no sería fruto de la casualidad.
Para el siguiente gran evento, la Copa Mundial de Fútbol de 1998 de Francia, el número de participantes fue aumentado a 32 selecciones, por lo que permitió ver a nuevos equipos en la lucha por el triunfo final. Una de esas selecciones sería el combinado croata, que logró la clasificación al evento tras ganarse una plaza en la eliminatoria de repesca al vencer a la selección ucraniana.
Ya en la cita mundialista, quedó encuadrada en la fase de grupos en el grupo h junto a la selección argentina, la selección jamaicana y la selección japonesa. Sus victorias frente a los jamaicanos y los nipones hicieron que lograse la clasificación para la fase final,, pese a la derrota frente a «la albiceleste».

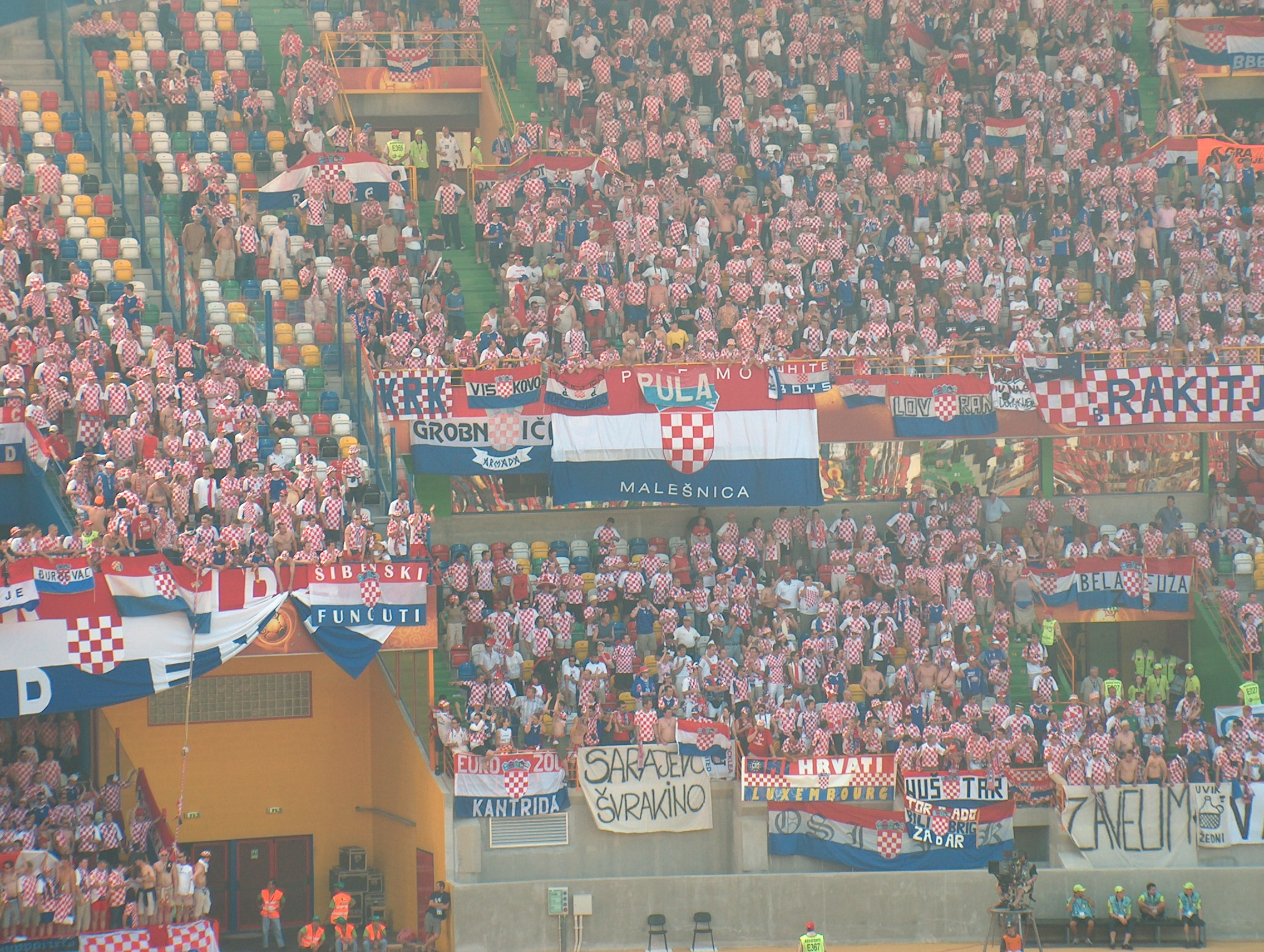
Aficionados croatas en 2004

Croacia estaba por vivir la mejor clasificación final en un gran evento de toda su historia. Para ello, consiguió deshacerse de la selección rumana, cuartofinalista del pasado Mundial, al vencerla por 0-1 merced a un tanto de Davor Šuker; y de la selección alemana, vigente campeona de Europa, y de la que se vengaría de su reciente eliminación al vencerla por un claro 0-3. Llegaría así a las semifinales del torneo, donde le tocó enfrentarse a la selección anfitriona, Francia.
Los croatas consiguieron dar la sorpresa y se adelantaron en el marcador con un nuevo tanto de Davor Šuker nada más iniciarse la segunda mitad. Sin embargo, el gol fue rápidamente contrarrestado por los franceses, que le dieron la vuelta al marcador gracias a un doblete de Lilian Thuram que eliminaba a los croatas y les privaba de entrar en la historia como una de las selecciones que conseguían disputar una final de la Copa del Mundo en su primera participación.
En el partido por el tercer lugar se enfrentarían a la selección neerlandesa a la que vencerían por 1-2, un tercer puesto que las situaba definitivamente en el mapa futbolístico internacional con apenas un par de participaciones en grandes eventos, y sin llegar a la década de vida.
Además de la magnífica actuación colectiva, el delantero Davor Šuker se alzaría con el trofeo de la Bota de Oro que le acreditó como el máximo goleador del torneo con seis tantos, y con el trofeo del Balón de Plata que le acreditó como segundo mejor futbolista del evento.
La gran generación de futbolistas formada por Zvonimir Boban, Robert Prosinečki, Robert Jarni, Mario Stanić, Goran Vlaović, y liderados por Davor Šuker, cerrarían la más gloriosa etapa hasta el momento de la joven selección croata, pero, sin embargo dejarían unas bases sobre las que se asentaría el futuro de la selección. Con la excepción de la Eurocopa del año 2000 de Bélgica y los Países Bajos, en pleno período de transición, y la Copa Mundial de Fútbol de 2010 de Sudáfrica, «los ajedrezados» han sido fijos en los grandes eventos futbolísticos, superando incluso a su predecesora, la antigua Yugoslavia, hoy conocida por la selección serbia, presumiendo que los grandes éxitos pasados de la selección yugoslava estuvieron influenciados por la presencia de futbolistas croatas.
Pese a quedar eliminados en las primeras fases y no firmar grandes actuaciones, a excepción de la Eurocopa 2008 de Austria y Suiza, donde alcanzaron los cuartos de final, igualando su mejor participación en el torneo, se han consolidado en el fútbol de selecciones y en los últimos años se han colocado en el "top-10" de las mejores selecciones del Mundo, siendo siempre fuertemente arropados por sus seguidores, unos de los más fieles y numerosos incluso en los desplazamientos a otros países, demostrando el fuerte arraigo existente en el país, formado por sus antiguas cinco regiones históricas (Zagreb y Croacia central, Ragusa, Dalmacia, Istria y Eslavonia) tras el desmembramiento de la República Federal Socialista de Yugoslavia y la independencia de Croacia en 1991.

### Historia reciente (2012-presente)
Como 8.ª mejor selección del mundo (en ese entonces), participaría en la Eurocopa 2012 de Polonia y Ucrania tras lograr su clasificación en la repesca frente a la selección turca por un resultado global de 3-0. Una nueva generación de futbolistas como Ivan Rakitić, Luka Modrić, Darijo Srna, Mario Mandžukić e Ivica Olić llevarían a Croacia a disputar su séptimo gran evento de 10 posibles desde su creación en 1990, y siendo el único país balcánico en clasificarse para dicha Eurocopa.
Ya en el torneo, quedaría emparejada en el difícil grupo c junto a la selección española, vigente campeona de Europa y Mundial, la selección italiana, antecesora campeona Mundial de España, y la selección irlandesa.
En su debut, vencería a los irlandeses por 1-3, lo que la colocaba momentáneamente como primera de grupo tras el empate entre España e Italia.
Su empate a un gol con los transalpinos en la segunda jornada, haría que se jugasen el pase frente a los ibéricos en el último partido. En él, la favorita España no consiguió desplegar su mejor juego que le hiciera doble campeona y Croacia dispuso de varias oportunidades para llevarse el partido, e incluso la clasificación, ya que un empate le valía para clasificarse, tras lo que acontecía en el otro partido del grupo. Finalmente, tras una clara ocasión de gol de Ivan Rakitić tras cabecear a bocajarro un gran centro de Luka Modrić que detuvo Íker Casillas, en el minuto 88 de partido Jesús Navas remataba un «pase de la muerte» de Andrés Iniesta para establecer el 0-1 final que eliminaría a los croatas en detrimento de españoles e italianos.
Cabe destacar la polémica extradeportiva que levantó este enfrentamiento, ya que de haber finalizado el encuentro con empate a dos goles, hubiese sido irrelevante el resultado de los italianos para la clasificación, resultando ellos eliminados, y accediendo croatas y españoles a los cuartos de final del torneo. El posible desenlace desató una airada repercusión en la prensa, italiana sobre todo, temiendo otro histórico «Biscotto».,,, No llegaría a producirse, y los croatas decían adiós a otro evento en la fase de grupos, pero ofreciendo un buen papel.
Como 10.ª selección mundial, disputó la fase de clasificación del Mundial de 2014 de Brasil, junto a la selección belga, la selección serbia, la selección escocesa, la selección macedonia y la selección galesa. Venció su primer enfrentamiento contra los macedonios por 1-0, después de empatar 1-1 ante Bélgica, tuvo 4 victorias consecutivas contra Macedonia, dos ante Gales y otra ante Serbia. Luego cayó ante Escocia, empató contra Serbia y perdió ante Bélgica. Clasificó a la repesca por un boleto a Brasil 2014, que conseguiría al superar a una sorprendente selección islandesa (que por primera vez en su historia llegaba lejos en unas Eliminatorias mundialistas). Un empate a cero en Reikiavik y una victoria por 2-0 en Zagreb, daría la clasificación a los croatas para la fase final del Mundial en tierras brasileñas.

#### Copa Mundial 2014
En el 2014 llegaría la Copa del Mundo, Croacia debutaba ante el local Brasil pero caería 3 a 1 con un polémico arbitraje del japonés Yūichi Nishimura que dictó un penal inexistente cuando el partido estaba empatado. En su segunda presentación sorprendió al golear 4 a 0 a la selección de Camerún. Con la obligación de ganar, el seleccionado Croata enfrentaba a México pero caería 3 a 1 y quedaría eliminado del Mundial con 3 puntos en primera ronda.

#### Copa Mundial de 2018

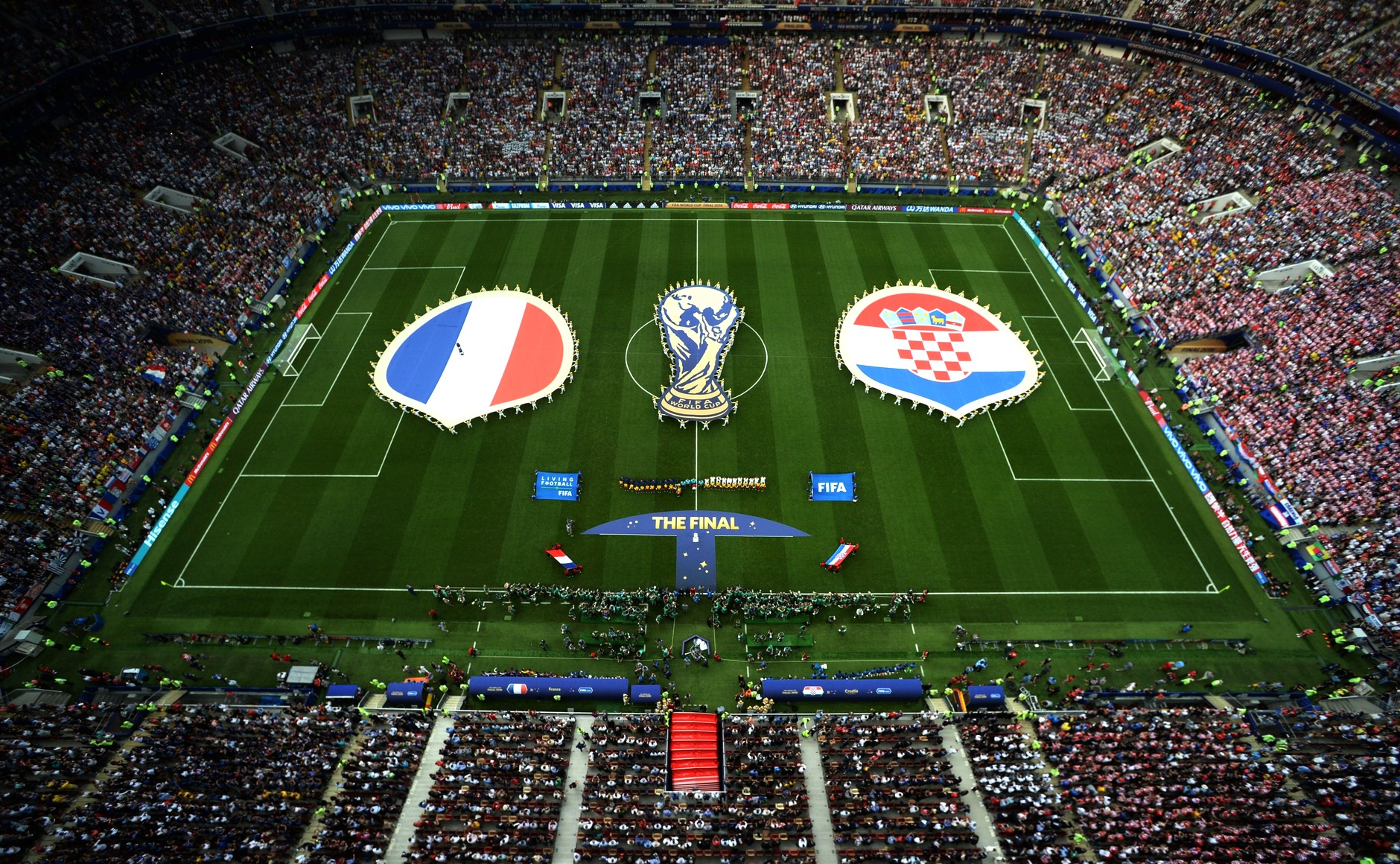
Final de la Copa Mundial de Fútbol de 2018 entre Croacia y

La selección croata se clasificó a los octavos de final del Mundial tras ser líder del grupo d, por encima de Argentina, a quien goleó 3-0, con goles de Ante Rebić, Luka Modrić e Ivan Rakitić; Nigeria, con victoria 2-0 con autogol de Etebo y gol de penal de Modrić, e Islandia, ganándole 2-1, con goles de Milan Badelj e Ivan Perišić. En la siguiente instancia venció a Dinamarca por 3-2 en los penales, luego de igualar 1-1. También necesitó esa definición para superar 4-3 a Rusia, tras empatar 2-2, y en semifinales superó a Inglaterra por 2-1, con goles de Perišić y Mario Mandžukić, llegando a la final del 15 de julio contra Francia. En esa instancia perdió la posibilidad de conseguir el título mundial al ser vencida por 4-2, con goles de Kylian Mbappé, Antoine Griezmann, Paul Pogba y un autogol de Mandžukić, y con goles propios del mismo Mandžukić y de Perišić. Croacia terminó como subcampeón del torneo, logrando con esto su mejor actuación en un Mundial.
Copa Mundial de 2022
La selección de Croacia clasificó como segunda del grupo F al empatar sin goles ante Marruecos y Bélgica y ganar por 4-1 a Canadá. En los octavos de final se enfrentó a Japón, empatando en el tiempo reglamentario por 1-1, superando a los nipones en los penales por 1-3, clasificando a los cuartos de final, de la misma forma derrotó a Brasil en tanda de penales por 4-2 gracias a la actuación de Dominik Livaković, luego de empatar por 1-1 en el tiempo suplementario, en semifinales se enfrentó a Argentina perdiendo por 0-3, privándola de la que pudo haber sido su segunda final consecutiva, en el partido por el tercer puesto, nuevamente se enfrentó a Marruecos, pero esta vez el conjunto ajedrezado consiguió la victoria por 2-1, obteniendo nuevamente el tercer puesto, en la cita mundialista Luka Modrić obtuvo el balón de bronce.

## Uniforme y escudo

Escudo de armas de Croacia con el tradicional blasón ajedrezado, y la corona de armas de las cinco regiones históricas.

Pese a que el reconocimiento oficial del nacimiento de la selección de Croacia data de 1990, por su inminente independencia de Yugoslavia en 1991, ya surgió en la antigüedad un combinado del Estado Independiente de Croacia en la mitad de los años 40 que representó a los croatas futbolísticamente.
Pese a no ser considerados oficiales por la FIFA, son parte de la historia del combinado, y eran pues sus representantes.
En aquella época el combinado vistió una camiseta de color rojo y unos calzones blancos, colores identificativos del escudo croata. En el pecho portaron distintos escudos de la época. Uno de ellos, el escudo de la federación croata de 1940, creada en dichos años (pero que se disolvería posteriormente dentro de la yugoslava), y otro, el escudo de armas del Estado Independiente de Croacia.
No sería hasta 1990, con su independencia, cuando adoptarían la característica camiseta ajedrezada con cuadros rojiblancos por la totalidad de la camiseta, en honor a su escudo. Los tonos pues, seguirían presentes, y se le añadiría el color azul a sus segundas equipaciones, y a las medias de ambos conjuntos, en referencia a los tres colores de la bandera croata.
Se adoptó el escudo de la Federación Croata de Fútbol para la camiseta, y seguiría junto a la camiseta, presente hasta la actualidad.
| Primera equipación | (Ver evolución) | Equipación actual |

## Rivalidades
Como consecuencia de los conflictos bélicos e históricos por las Guerras de Yugoslavia, la selección croata, así como sus clubes, mantienen una fuerte rivalidad con los equipos y la selección serbia (ex-Yugoslavia), de la que antaño formaban parte, pese a sus intentos por desmarcarse de tal circunstancia. Incluso varios jugadores, previo a la independencia, se vieron obligados a vestir la camiseta yugoslava, antes de que se conformase la selección croata.
La independencia aumentó esa enemistad, y los partidos son considerados de alto riesgo, e incluso como tal vez el más aguerrido enfrentamiento entre selecciones, en una rivalidad forjada por motivos religiosos e históricos que suelen extrapolar a los ámbitos deportivos. A diferencia de otras rivalidades deportivas, y más concretamente futbolísticas, la de serbios y croatas trasciende sobremanera el ámbito deportivo, y está cargado de un fuerte trasfondo político, debido a los recientes acontecimientos vividos.,
El desmembramiento de un país, dejó a los habitantes con una cicatriz que perdura hoy día, y cada disputa futbolística se vive como una prolongación de aquello, tratándose del encuentro más politizado en el panorama fubolístico.
En menor medida, los croatas también encuentran una rivalidad frente a la selección rusa debido a las inexistentes o complicadas relaciones entre ambos países. Y tal vez por el apoyo que los rusos prestaron a la manutención de la antigua Yugoslavia. Sus enfrentamientos, no obstante, no llegan a la rivalidad existente con los serbios.

## Jugadores

### Última convocatoria
Actualizado el 23 de marzo de 2025
Los siguientes futbolistas fueron convocados para disputar los partidos eliminatorios contra  Francia correspondientes a la Liga de Naciones de la UEFA en marzo de 2025:
| N.º | Nombre            | Posición      | Edad    | PJ  | Goles | Club                  |
| --- | ----------------- | ------------- | ------- | --- | ----- | --------------------- |
| 1   | Dominik Livaković | Portero       | 30 años | 64  | 0     | Fenerbahçe S. K.      |
| 12  | Dominik Kotarski  | Portero       | 25 años | 2   | 0     | PAOK                  |
| 23  | Ivica Ivušić      | Portero       | 30 años | 6   | 0     | Pafos F. C.           |
| 2   | Josip Stanišić    | Defensa       | 25 años | 22  | 0     | Bayern de Múnich      |
| 3   | Marin Pongračić   | Defensa       | 27 años | 12  | 0     | A. C. F. Fiorentina   |
| 4   | Joško Gvardiol    | Defensa       | 23 años | 41  | 3     | Manchester City F. C. |
| 5   | Duje Ćaleta-Car   | Defensa       | 28 años | 31  | 1     | Olympique de Lyon     |
| 6   | Josip Šutalo      | Defensa       | 25 años | 25  | 0     | Ajax de Ámsterdam     |
| 19  | Borna Sosa        | Defensa       | 27 años | 26  | 2     | Torino F. C.          |
| 22  | Josip Juranović   | Defensa       | 29 años | 39  | 0     | F. C. Union Berlin    |
| 7   | Nikola Moro       | Mediocampista | 27 años | 3   | 0     | Bologna F. C.         |
| 8   | Mateo Kovačić     | Mediocampista | 31 años | 110 | 5     | Manchester City F. C. |
| 10  | Luka Modrić       | Mediocampista | 39 años | 186 | 27    | Real Madrid C. F.     |
| 13  | Nikola Vlašić     | Mediocampista | 27 años | 58  | 8     | Torino F. C.          |
| 15  | Mario Pašalić     | Mediocampista | 30 años | 74  | 10    | Atalanta B. C.        |
| 16  | Martin Baturina   | Mediocampista | 22 años | 11  | 1     | Dinamo Zagreb         |
| 17  | Toni Fruk         | Mediocampista | 24 años | 0   | 0     | H. N. K. Rijeka       |
| 18  | Kristijan Jakić   | Mediocampista | 28 años | 10  | 0     | F. C. Augsburgo       |
| 21  | Petar Sučić       | Mediocampista | 21 años | 7   | 1     | Dinamo Zagreb         |
| 9   | Andrej Kramarić   | Delantero     | 34 años | 104 | 30    | TSG 1899 Hoffenheim   |
| 11  | Ante Budimir      | Delantero     | 34 años | 30  | 4     | C. A. Osasuna         |
| 14  | Ivan Perišić      | Delantero     | 36 años | 142 | 34    | PSV Eindhoven         |
| 20  | Franjo Ivanović   | Delantero     | 21 años | 2   | 0     | Union Saint-Gilloise  |

Desde los primeros debutantes en los años 40, y los primeros reconocidos oficialmente en los años 90, han sido más de 200 futbolistas lo que han vestido la camiseta ajedrezada de la selección croata y han defendido a Croacia en sus más de 30 años de historia.
Algunos de los más destacados futbolistas de la historia de Croacia, como Davor Šuker, Zvonimir Boban, Robert Prosinečki, Robert Jarni, Mario Stanić o Goran Vlaović ayudaron a ir forjando una notable historia en la que lograrían como uno de sus mayores éxitos un tercer puesto en su primera participación mundialista en Francia en 1998.
Entre ellos destacan además Luka Modrić, Ivica Olić, Ivan Rakitić, Darijo Srna, Ivan Perišić y Mario Mandžukić como la nueva generación de la actualidad, que conseguirían el mayor éxito en la historia de la selección con el subcampeonato en el Mundial de Rusia de 2018.
Entre los futbolistas croatas destaca Luka Modrić, único jugador de la historia de Croacia galardonado con el Balón de Oro y el jugador con más partidos disputados en la historia de la selección. Modrić fue el capitán de la selección croata que alcanzó la final en la Copa Mundial de Rusia de 2018, siendo elegido también como el mejor jugador de la competición.

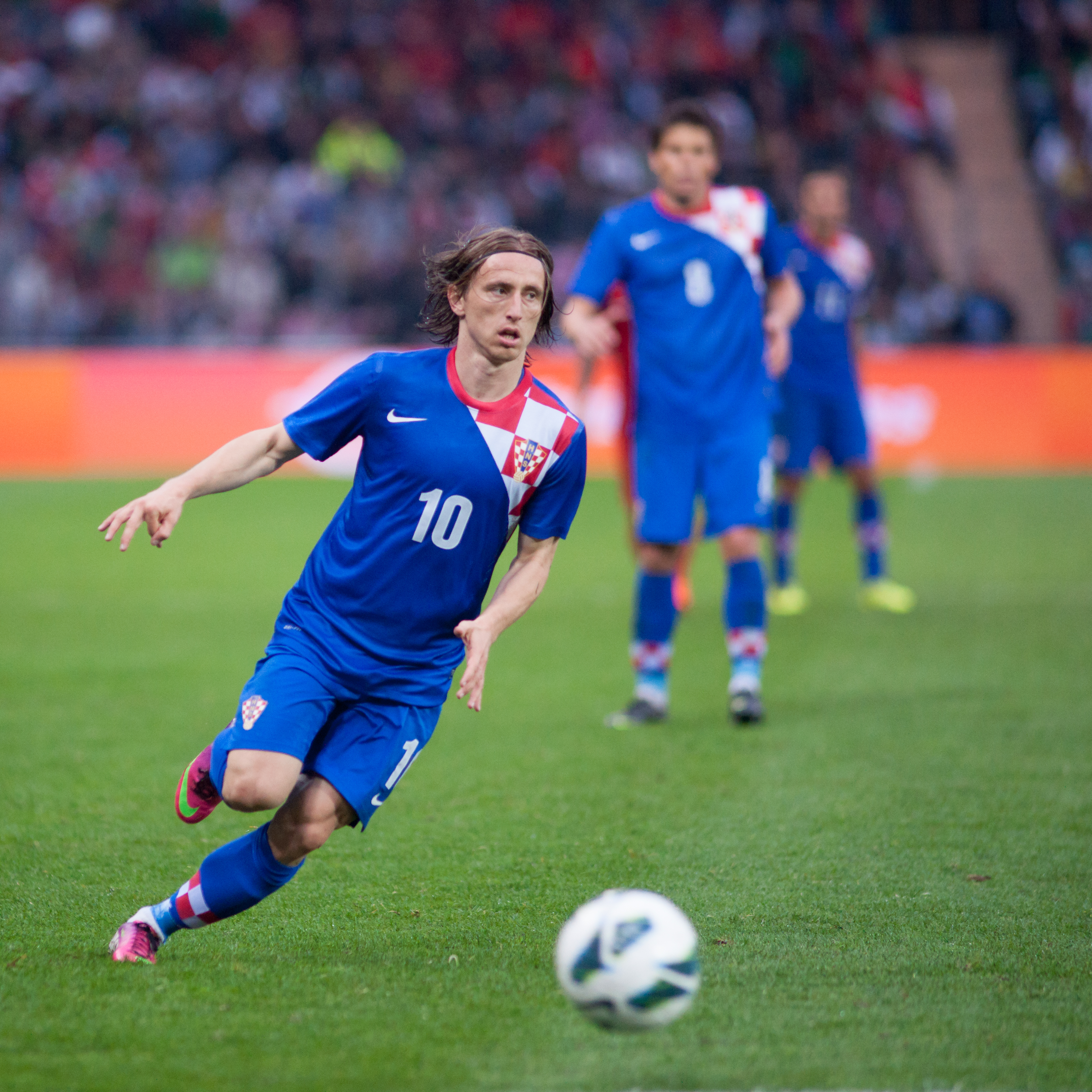
Luka Modrić es el único jugador de la historia de Croacia en ganar el Balón de Oro.

### Jugadores con más participaciones
- Actualizado 21 Julio de 2024[38]

| #  | Nombre          | Partidos | Período   |
| -- | --------------- | -------- | --------- |
| 1  | Luka Modrić     | 188      | 2006-act. |
| 2  | Ivan Perišić    | 144      | 2011-act. |
| 3  | Darijo Srna     | 134      | 2002-2016 |
| 4  | Stipe Pletikosa | 114      | 1999-2014 |
| 5  | Mateo Kovacic   | 110      | 2013-act. |
| 6  | Ivan Rakitić    | 106      | 2007-2020 |
| 7  | Domagoj Vida    | 105      | 2010-2024 |
| 8  | Josip Šimunić   | 105      | 2001-2013 |
| 9  | Ivica Olić      | 104      | 2002-2015 |
| 10 | Vedran Ćorluka  | 103      | 2006-2018 |

- En negrita los jugadores aún activos.

### Máximos goleadores
- Actualizado 24 Junio de 2024[38]

| # | Nombre          | Período   | Goles | Partidos |
| - | --------------- | --------- | ----- | -------- |
| 1 | Davor Šuker     | 1990-2002 | 45    | 69       |
| 2 | Ivan Perišić    | 2011-act. | 36    | 144      |
| 3 | Mario Mandžukić | 2007-2018 | 33    | 89       |
| 4 | Andrej Kramaric | 2014-act  | 32    | 105      |
| 5 | Eduardo Alves   | 2004-2014 | 29    | 62       |
| 6 | Luka Modrić     | 2006-act. | 28    | 188      |
| 7 | Darijo Srna     | 2002-2016 | 22    | 134      |
| 8 | Ivica Olić      | 2002-2015 | 20    | 104      |
| 9 | Ivan Rakitić    | 2007-2020 | 15    | 106      |
| 9 | Goran Vlaović   | 1992-2002 | 15    | 52       |

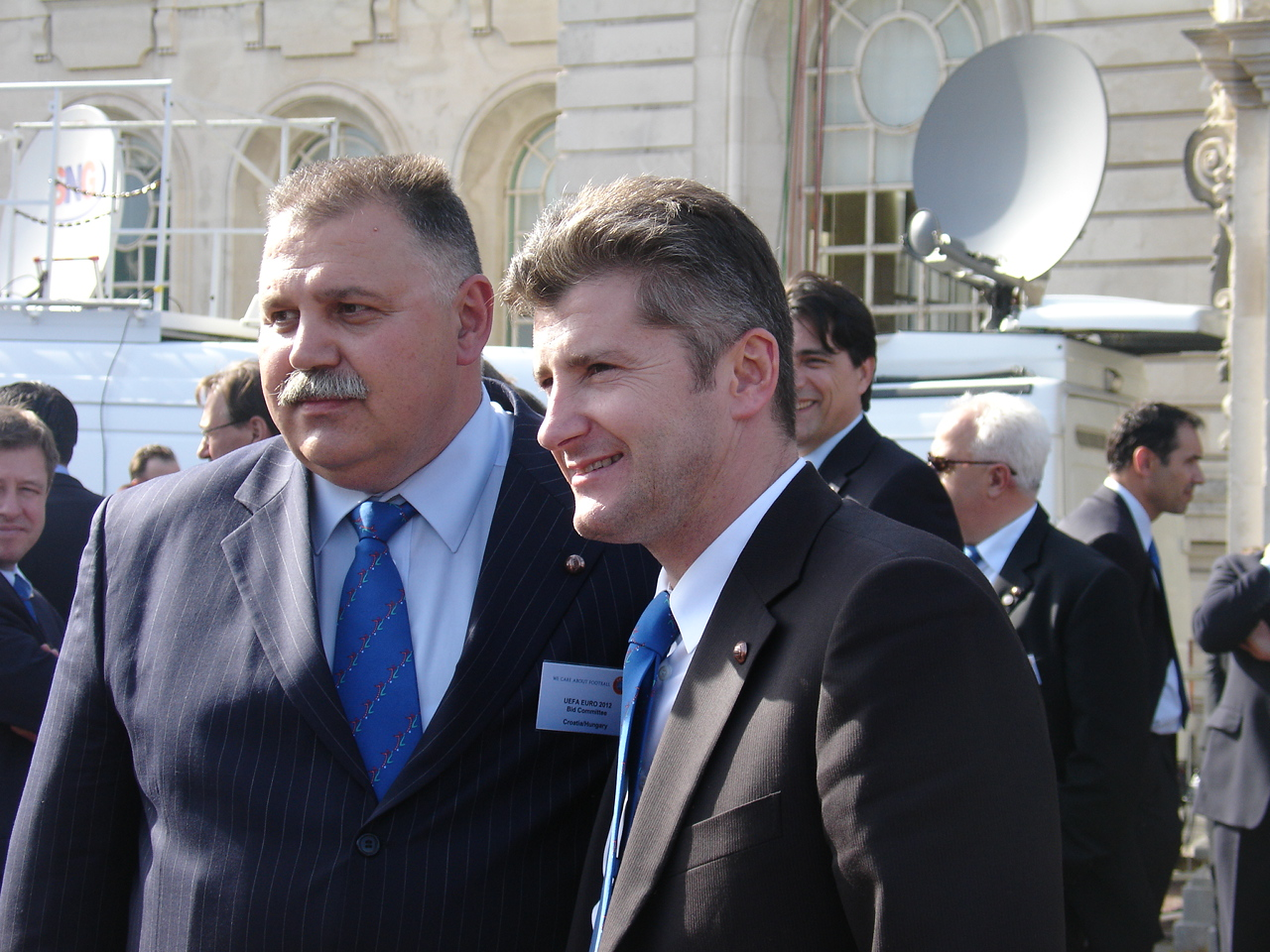
Davor Šuker es el máximo goleador en la historia de la selección de Croacia con un total de cuarenta y cinco goles.

- En negrita los jugadores aún activos.

## Entrenadores
Actualizado el 24 de junio de 2024, post partido Croacia vs. Italia.
| Técnico              | Periodo       | PD  | PG  | PE  | PP | % Vict. | Competiciones mayores |
| -------------------- | ------------- | --- | --- | --- | -- | ------- | --- |
| Dražan Jerković      | 1990–1991     | 3   | 3   | 0   | 0  | 100     | ---------- |
| Stanko Poklepović    | 1992          | 4   | 1   | 1   | 2  | 25      | ---------- |
| Vlatko Marković      | 1993–1994     | 1   | 1   | 0   | 0  | 100     | ---------- |
| Miroslav Blažević    | 1994–2000     | 72  | 33  | 24  | 15 | 45      | Eurocopa 1996: cuartos de final Copa Mundial 1998: tercer lugar                                                                                                  |
| Tomislav Ivić (int.) | 1994          | 1   | 1   | 0   | 0  | 100     | ---------- |
| Mirko Jozić          | 2000–2002     | 18  | 9   | 6   | 3  | 50      | Copa Mundial 2002: fase de grupos |
| Otto Barić           | 2002–2004     | 24  | 11  | 8   | 5  | 46      | Eurocopa 2004: fase de grupos |
| Zlatko Kranjčar      | 2004–2006     | 25  | 11  | 8   | 6  | 44      | Copa Mundial 2006: fase de grupos |
| Slaven Bilić         | 2006–2012     | 65  | 42  | 15  | 8  | 65      | Eurocopa 2008: cuartos de final Eurocopa 2012: fase de grupos |
| Igor Štimac          | 2012–2013     | 15  | 8   | 2   | 5  | 53.3    | ---------- |
| Niko Kovač           | 2013–2015     | 19  | 10  | 5   | 4  | 52.6    | Copa Mundial 2014: fase de grupos |
| Ante Čačić           | 2015–2017     | 25  | 15  | 6   | 4  | 60.0    | Eurocopa 2016: octavos de final |
| Zlatko Dalić         | 2017–presente | 97  | 48  | 25  | 24 | 49.48   | Copa Mundial 2018: subcampeón Eurocopa 2020: octavos de final Copa Mundial 2022: tercer lugar Liga de Naciones 2022-23: subcampeón Eurocopa 2024: fase de grupos |
| Total                | Total         | 369 | 193 | 100 | 76 | 52.3%   | |

## Estadio

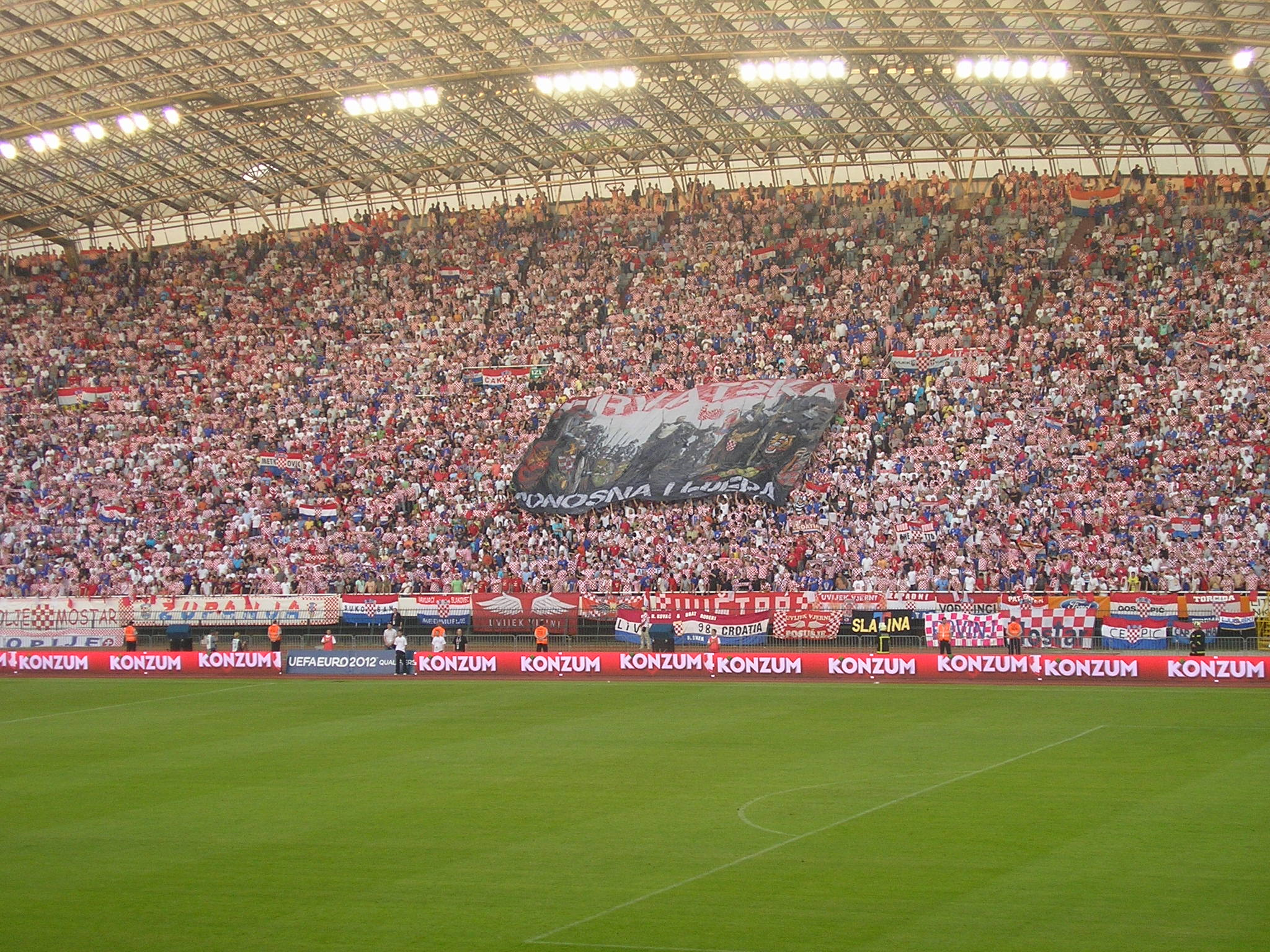
Croacia disputando un partido en Poljud.

La mayoría de los partidos que juega Croacia como local tienen lugar en el estadio Maksimir de la capital Zagreb. El recinto, construido en 1912 y renovado en 1997, lleva el nombre del barrio de Maksimir que lo rodea. El estadio ha acogido los partidos nacionales desde el debut competitivo de Croacia como local contra Lituania, así como también los partidos de los clubes de Croacia durante la Segunda Guerra Mundial. La Federación de fútbol y el Gobierno de Croacia acordaron mejoras adicionales (entre ellos un aumento en el número de plazas, que actualmente es de 40.000) que harían del Maksimir el estadio de fútbol más caro del mundo. Sin embargo, en 2008, la UEFA amenazó con limitar el número de aficionados pueden asistir a los partidos en casa después de los problemas de disciplina de los aficionados croatas durante la Eurocopa de ese año. El alcalde de Zagreb, Milan Bandić, descartó los planes de renovación a finales de 2008, citando altos costos de construcción y en diciembre de 2008 las reformas se aplazaron.
Los partidos de Croacia también se han jugado en otros lugares. El estadio Poljud de Split fue sede de varios partidos de clasificación para la Eurocopa 1996 y la Copa Mundial de 1998. Desde que disputase el primer partido en 1995 contra Italia, que terminó 1-1, Croacia no pudo ganar un partido oficial de la FIFA en Poljud. Este hecho era conocido entre el público croata como la maldición de Poljud. La maldición se rompió finalmente en junio de 2011 con una victoria por 2-1 ante Georgia. El equipo también jugó partidos de clasificación en el Stadion Kantrida en Rijeka, que está invicto en el estadio, en el Gradski vrt en Osijek y en el Stadion Anđelko Herjavec de Varaždin.

## Imagen del equipo

### Nombre
Según la lista oficial de códigos de la FIFA, Croacia se abrevia como CRO; este acrónimo se usa para identificar al equipo tanto en la FIFA como en los medios de comunicación. El equipo también se identifica con el código ISO 3166-1 alfa-3 dado por la Organización Internacional de Normalización para Croacia, HRV. «Selección de fútbol de Croacia» puede ser traducido al croata como Hrvatska nogometna reprezentacija. El apodo del seleccionado es Vatreni, que se traduce al español como «llenos de fuego».

### Camiseta
La primera camiseta la diseñó Miroslav Šutej en 1990, que también creó el escudo de armas de Croacia. Aunque un poco alterada por Nike desde su lanzamiento, la elástica se mantiene como un símbolo de identidad nacional; su forma a cuadros también se usa para representar a otros atletas y a equipos deportivos croatas.

### Hinchas
Entre los hinchas de Croacia se cuentan seguidores del Dinamo de Zagreb y del Hajduk Split, los dos clubes más populares de la Prva HNL. Los grupos de hinchas de estilo ultra de los dos equipos, los Bad Blue Boys de Zagreb y la Torcida Split de la ciudad homónima, son comúnmente asociados con actos de hooliganismo, aunque la violencia entre los dos no se ha reportado en partidos internacionales. La gran mayoría de la fanáticada del seleccionado es proveniente de croatas que residen en Bosnia y Herzegovina. Los seguidores del HŠK Zrinjski Mostar, que reciben el nombre de Ultras Zrinjski, son uno de los más conocidos seguidores de la selección.  Los partidarios de Croacia están afiliados de forma colectiva a la Uvijek Vjerni, que es la asociación oficial de fanáticos de la selección nacional; y esta tiene como objetivo agrupar a todos los hinchas croatas del mundo.
Sin embargo, el comportamiento de los hinchas en partidos internacionales ha llevado a sanciones al seleccionado. Por ejemplo, durante la realización de la Eurocopa 2004, hinchas croatas usaron banderas racistas durante un partido contra Francia, por lo que sancionaron a la federación. En otras ocasiones fanáticos evadieron las normas de seguridad. Durante la Copa Mundial de Fútbol de 2006, un hincha evadió la seguridad y entró al campo de juego durante un encuentro entre Croacia y Brasil, para poder acercarse a Dado Pršo. Finalmente, lo arrestaron por ingresar sin autorización. Meses después, en un encuentro amistoso contra Italia disputado en Livorno, fanáticos croatas formaron una esvástica en respuesta a unas banderas comunistas de hinchas italianos; la UEFA sancionó el hecho e incluso amenazó a la Federación croata de expulsarlos de la Eurocopa 2008 si continuaban los actos racistas. En la misma Eurocopa, croatas mostraron pancartas racistas e hicieron coros de la misma índole a un jugador turco durante los cuartos de final de la competencia, acción que recibió sanción de la UEFA. Después, el 10 de septiembre del mismo año, en un partido contra Inglaterra, aficionados trataron de «mono» al delantero Emile Heskey, razón por la que la FIFA multó a la federación por treinta mil francos suizos.
Los hinchas croatas suelen usar bengalas tanto en los derbis nacionales como en encuentros internacionales, una práctica que, según el director técnico Igor Štimac y el mediocampista Luka Modrić, motiva a la selección. El uso de éstas se encuentra prohibido en la mayoría de los partidos internacionales, por lo que se ha sancionado a los aficionados croatas, y los personales de seguridad de la FIFA y la UEFA le han requisado estos implementos.
Las tensiones con otros fanáticos provenientes de países de la antigua Yugoslavia también se ve manifestada en los encuentros internacionales. Una multitud de hinchas croatas abuchearon el himno nacional yugoslavo durante un partido entre la selección neerlandesa y la yugoslava, disputado el 3 de junio de 1990; además, los jugadores aplaudieron y aclamaron el himno neerlandés en vez del suyo. En el estadio Maksimir se desarrollaron disturbios entre aficionados croatas y serbios en un partido entre el Dinamo de Zagreb y el Estrella Roja de Belgrado, después de las elecciones parlamentarias de 1990.
Los problemas con los fanáticos continuaron durante la primera ronda de la Eurocopa 2012, ya que citaron al equipo por el comportamiento de sus hinchas, que incluyó exhibición de banderas, símbolos y cantos racistas, además de la explosión de fuegos artificiales durante un partido. Además, el caso disciplinado iniciado por la FIFA tras el partido de la fase de grupos contra España, incluyó una investigación por la conducta violenta de los jugadores croatas durante el encuentro, en el que recibieron seis tarjetas amarillas.

## Últimos partidos y próximos encuentros
- Actualizado al último partido jugado el 9 de junio de 2025.

| Fecha      | Ciudad      | Local           | Resultado      | Visitante       | Competición                     |
| ---------- | ----------- | --------------- | -------------- | --------------- | ------------------------------- |
| 08-09-2024 | Osijek      | Croacia         | 1:0            | Polonia         | Liga de Naciones UEFA 24/25     |
| 12-10-2024 | Zagreb      | Croacia         | 2:1            | Escocia         | Liga de Naciones UEFA 24/25     |
| 15-10-2024 | Varsovia    | Polonia         | 3:3            | Croacia         | Liga de Naciones UEFA 24/25     |
| 15-11-2024 | Glasgow     | Escocia         | 1:0            | Croacia         | Liga de Naciones UEFA 24/25     |
| 18-11-2024 | Split       | Croacia         | 1:1            | Portugal        | Liga de Naciones UEFA 24/25     |
| 20-03-2025 | Split       | Croacia         | 2:0            | Francia         | Liga de Naciones UEFA 24/25     |
| 23-03-2025 | Saint-Denis | Francia         | 2:0 (5:4 pen.) | Croacia         | Liga de Naciones UEFA 24/25     |
| 06-06-2025 | Faro        | Gibraltar       | 0:7            | Croacia         | Clasificación Copa Mundial 2026 |
| 09-06-2025 | Osijek      | Croacia         | 5:1            | República Checa | Clasificación Copa Mundial 2026 |
| 05-09-2025 | Tórshavn    | Islas Feroe     | -:-            | Croacia         | Clasificación Copa Mundial 2026 |
| 08-09-2025 | Zagreb      | Croacia         | -:-            | Montenegro      | Clasificación Copa Mundial 2026 |
| 09-10-2025 | Praga       | República Checa | -:-            | Croacia         | Clasificación Copa Mundial 2026 |
| 12-10-2025 | Pula        | Croacia         | -:-            | Gibraltar       | Clasificación Copa Mundial 2026 |
| 14-11-2025 | Šibenik     | Croacia         | -:-            | Islas Feroe     | Clasificación Copa Mundial 2026 |
| 17-11-2025 | Nikšić      | Montenegro      | -:-            | Croacia         | Clasificación Copa Mundial 2026 |

## Estadísticas

### Copa Mundial de Fútbol
| Edición | Resultado                   | Posición                    | PJ                          | PG                          | PE                          | PP                          | GF                          | GC                          | Dif.                        | Goleador                    |
| ------- | --------------------------- | --------------------------- | --------------------------- | --------------------------- | --------------------------- | --------------------------- | --------------------------- | --------------------------- | --------------------------- | --------------------------- |
| 1930    | Parte de Yugoslavia         | Parte de Yugoslavia         | Parte de Yugoslavia         | Parte de Yugoslavia         | Parte de Yugoslavia         | Parte de Yugoslavia         | Parte de Yugoslavia         | Parte de Yugoslavia         | Parte de Yugoslavia         | Parte de Yugoslavia         |
| 1934    | Parte de Yugoslavia         | Parte de Yugoslavia         | Parte de Yugoslavia         | Parte de Yugoslavia         | Parte de Yugoslavia         | Parte de Yugoslavia         | Parte de Yugoslavia         | Parte de Yugoslavia         | Parte de Yugoslavia         | Parte de Yugoslavia         |
| 1938    | Parte de Yugoslavia         | Parte de Yugoslavia         | Parte de Yugoslavia         | Parte de Yugoslavia         | Parte de Yugoslavia         | Parte de Yugoslavia         | Parte de Yugoslavia         | Parte de Yugoslavia         | Parte de Yugoslavia         | Parte de Yugoslavia         |
| 1950    | Parte de Yugoslavia         | Parte de Yugoslavia         | Parte de Yugoslavia         | Parte de Yugoslavia         | Parte de Yugoslavia         | Parte de Yugoslavia         | Parte de Yugoslavia         | Parte de Yugoslavia         | Parte de Yugoslavia         | Parte de Yugoslavia         |
| 1954    | Parte de Yugoslavia         | Parte de Yugoslavia         | Parte de Yugoslavia         | Parte de Yugoslavia         | Parte de Yugoslavia         | Parte de Yugoslavia         | Parte de Yugoslavia         | Parte de Yugoslavia         | Parte de Yugoslavia         | Parte de Yugoslavia         |
| 1958    | Parte de Yugoslavia         | Parte de Yugoslavia         | Parte de Yugoslavia         | Parte de Yugoslavia         | Parte de Yugoslavia         | Parte de Yugoslavia         | Parte de Yugoslavia         | Parte de Yugoslavia         | Parte de Yugoslavia         | Parte de Yugoslavia         |
| 1962    | Parte de Yugoslavia         | Parte de Yugoslavia         | Parte de Yugoslavia         | Parte de Yugoslavia         | Parte de Yugoslavia         | Parte de Yugoslavia         | Parte de Yugoslavia         | Parte de Yugoslavia         | Parte de Yugoslavia         | Parte de Yugoslavia         |
| 1966    | Parte de Yugoslavia         | Parte de Yugoslavia         | Parte de Yugoslavia         | Parte de Yugoslavia         | Parte de Yugoslavia         | Parte de Yugoslavia         | Parte de Yugoslavia         | Parte de Yugoslavia         | Parte de Yugoslavia         | Parte de Yugoslavia         |
| 1970    | Parte de Yugoslavia         | Parte de Yugoslavia         | Parte de Yugoslavia         | Parte de Yugoslavia         | Parte de Yugoslavia         | Parte de Yugoslavia         | Parte de Yugoslavia         | Parte de Yugoslavia         | Parte de Yugoslavia         | Parte de Yugoslavia         |
| 1974    | Parte de Yugoslavia         | Parte de Yugoslavia         | Parte de Yugoslavia         | Parte de Yugoslavia         | Parte de Yugoslavia         | Parte de Yugoslavia         | Parte de Yugoslavia         | Parte de Yugoslavia         | Parte de Yugoslavia         | Parte de Yugoslavia         |
| 1978    | Parte de Yugoslavia         | Parte de Yugoslavia         | Parte de Yugoslavia         | Parte de Yugoslavia         | Parte de Yugoslavia         | Parte de Yugoslavia         | Parte de Yugoslavia         | Parte de Yugoslavia         | Parte de Yugoslavia         | Parte de Yugoslavia         |
| 1982    | Parte de Yugoslavia         | Parte de Yugoslavia         | Parte de Yugoslavia         | Parte de Yugoslavia         | Parte de Yugoslavia         | Parte de Yugoslavia         | Parte de Yugoslavia         | Parte de Yugoslavia         | Parte de Yugoslavia         | Parte de Yugoslavia         |
| 1986    | Parte de Yugoslavia         | Parte de Yugoslavia         | Parte de Yugoslavia         | Parte de Yugoslavia         | Parte de Yugoslavia         | Parte de Yugoslavia         | Parte de Yugoslavia         | Parte de Yugoslavia         | Parte de Yugoslavia         | Parte de Yugoslavia         |
| 1990    | Parte de Yugoslavia         | Parte de Yugoslavia         | Parte de Yugoslavia         | Parte de Yugoslavia         | Parte de Yugoslavia         | Parte de Yugoslavia         | Parte de Yugoslavia         | Parte de Yugoslavia         | Parte de Yugoslavia         | Parte de Yugoslavia         |
| 1994    | No jugó en la clasificación | No jugó en la clasificación | No jugó en la clasificación | No jugó en la clasificación | No jugó en la clasificación | No jugó en la clasificación | No jugó en la clasificación | No jugó en la clasificación | No jugó en la clasificación | No jugó en la clasificación |
| 1998    | Tercer lugar                | 3.º                         | 7                           | 5                           | 0                           | 2                           | 11                          | 5                           | 6                           | Davor Šuker: 6              |
| 2002    | Fase de grupos              | 23.º                        | 3                           | 1                           | 0                           | 2                           | 2                           | 3                           | –1                          | Olić y Rapaić: 1            |
| 2006    | Fase de grupos              | 22.º                        | 3                           | 0                           | 2                           | 1                           | 2                           | 3                           | –1                          | Srna y Kovač: 1             |
| 2010    | No clasificó                | No clasificó                | No clasificó                | No clasificó                | No clasificó                | No clasificó                | No clasificó                | No clasificó                | No clasificó                | No clasificó                |
| 2014    | Fase de grupos              | 19.º                        | 3                           | 1                           | 0                           | 2                           | 6                           | 6                           | 0                           | Mandžukić y Perišić: 2      |
| 2018    | Subcampeón                  | 2.º                         | 7                           | 4                           | 2                           | 1                           | 14                          | 9                           | 5                           | Mandžukić y Perišić: 3      |
| 2022    | Tercer lugar                | 3.°                         | 7                           | 2                           | 4                           | 1                           | 8                           | 7                           | 1                           | Andrej Kramarić: 2          |
| 2026    | Por disputarse              | Por disputarse              | Por disputarse              | Por disputarse              | Por disputarse              | Por disputarse              | Por disputarse              | Por disputarse              | Por disputarse              | Por disputarse              |
| Total   | 6/23                        | 12.º                        | 30                          | 13                          | 8                           | 9                           | 43                          | 33                          | 10                          | Šuker y Perišić: 6          |

### Eurocopa
| Año   | Ronda                                        | Posición                                     | PJ                                           | PG                                           | PE                                           | PP                                           | GF                                           | GC                                           | DG                                           | Goleador                                     |
| ----- | -------------------------------------------- | -------------------------------------------- | -------------------------------------------- | -------------------------------------------- | -------------------------------------------- | -------------------------------------------- | -------------------------------------------- | -------------------------------------------- | -------------------------------------------- | -------------------------------------------- |
| 1960  | No existía la selección de fútbol de Croacia | No existía la selección de fútbol de Croacia | No existía la selección de fútbol de Croacia | No existía la selección de fútbol de Croacia | No existía la selección de fútbol de Croacia | No existía la selección de fútbol de Croacia | No existía la selección de fútbol de Croacia | No existía la selección de fútbol de Croacia | No existía la selección de fútbol de Croacia | No existía la selección de fútbol de Croacia |
| 1964  | No existía la selección de fútbol de Croacia | No existía la selección de fútbol de Croacia | No existía la selección de fútbol de Croacia | No existía la selección de fútbol de Croacia | No existía la selección de fútbol de Croacia | No existía la selección de fútbol de Croacia | No existía la selección de fútbol de Croacia | No existía la selección de fútbol de Croacia | No existía la selección de fútbol de Croacia | No existía la selección de fútbol de Croacia |
| 1968  | No existía la selección de fútbol de Croacia | No existía la selección de fútbol de Croacia | No existía la selección de fútbol de Croacia | No existía la selección de fútbol de Croacia | No existía la selección de fútbol de Croacia | No existía la selección de fútbol de Croacia | No existía la selección de fútbol de Croacia | No existía la selección de fútbol de Croacia | No existía la selección de fútbol de Croacia | No existía la selección de fútbol de Croacia |
| 1972  | No existía la selección de fútbol de Croacia | No existía la selección de fútbol de Croacia | No existía la selección de fútbol de Croacia | No existía la selección de fútbol de Croacia | No existía la selección de fútbol de Croacia | No existía la selección de fútbol de Croacia | No existía la selección de fútbol de Croacia | No existía la selección de fútbol de Croacia | No existía la selección de fútbol de Croacia | No existía la selección de fútbol de Croacia |
| 1976  | No existía la selección de fútbol de Croacia | No existía la selección de fútbol de Croacia | No existía la selección de fútbol de Croacia | No existía la selección de fútbol de Croacia | No existía la selección de fútbol de Croacia | No existía la selección de fútbol de Croacia | No existía la selección de fútbol de Croacia | No existía la selección de fútbol de Croacia | No existía la selección de fútbol de Croacia | No existía la selección de fútbol de Croacia |
| 1980  | No existía la selección de fútbol de Croacia | No existía la selección de fútbol de Croacia | No existía la selección de fútbol de Croacia | No existía la selección de fútbol de Croacia | No existía la selección de fútbol de Croacia | No existía la selección de fútbol de Croacia | No existía la selección de fútbol de Croacia | No existía la selección de fútbol de Croacia | No existía la selección de fútbol de Croacia | No existía la selección de fútbol de Croacia |
| 1984  | No existía la selección de fútbol de Croacia | No existía la selección de fútbol de Croacia | No existía la selección de fútbol de Croacia | No existía la selección de fútbol de Croacia | No existía la selección de fútbol de Croacia | No existía la selección de fútbol de Croacia | No existía la selección de fútbol de Croacia | No existía la selección de fútbol de Croacia | No existía la selección de fútbol de Croacia | No existía la selección de fútbol de Croacia |
| 1988  | No existía la selección de fútbol de Croacia | No existía la selección de fútbol de Croacia | No existía la selección de fútbol de Croacia | No existía la selección de fútbol de Croacia | No existía la selección de fútbol de Croacia | No existía la selección de fútbol de Croacia | No existía la selección de fútbol de Croacia | No existía la selección de fútbol de Croacia | No existía la selección de fútbol de Croacia | No existía la selección de fútbol de Croacia |
| 1992  | No existía la selección de fútbol de Croacia | No existía la selección de fútbol de Croacia | No existía la selección de fútbol de Croacia | No existía la selección de fútbol de Croacia | No existía la selección de fútbol de Croacia | No existía la selección de fútbol de Croacia | No existía la selección de fútbol de Croacia | No existía la selección de fútbol de Croacia | No existía la selección de fútbol de Croacia | No existía la selección de fútbol de Croacia |
| 1996  | Cuartos de final                             | 7.º                                          | 4                                            | 2                                            | 0                                            | 2                                            | 5                                            | 5                                            | 0                                            | Davor Šuker (3)                              |
| 2000  | No se clasificó                              | No se clasificó                              | No se clasificó                              | No se clasificó                              | No se clasificó                              | No se clasificó                              | No se clasificó                              | No se clasificó                              | No se clasificó                              | No se clasificó                              |
| 2004  | Primera ronda                                | 13.º                                         | 3                                            | 0                                            | 2                                            | 1                                            | 4                                            | 6                                            | –2                                           | Kovač, Pršo, Rapaić y Tudor (1)              |
| 2008  | Cuartos de final                             | 5.º                                          | 4                                            | 3                                            | 1                                            | 0                                            | 5                                            | 2                                            | +3                                           | Ivan Klasnić (2)                             |
| 2012  | Primera ronda                                | 10.º                                         | 3                                            | 1                                            | 1                                            | 1                                            | 4                                            | 3                                            | +1                                           | Mario Mandžukić (3)                          |
| 2016  | Octavos de final                             | 9.º                                          | 4                                            | 2                                            | 1                                            | 1                                            | 5                                            | 4                                            | +1                                           | Ivan Perišić (2)                             |
| 2020  | Octavos de final                             | 14.º                                         | 4                                            | 1                                            | 1                                            | 2                                            | 7                                            | 8                                            | –1                                           | Ivan Perišić (2)                             |
| 2024  | Primera ronda                                | 20.º                                         | 3                                            | 0                                            | 2                                            | 1                                            | 3                                            | 6                                            | –3                                           | Andrej Kramarić y Luka Modrić (1)            |
| 2028  | Por definir                                  | Por definir                                  | Por definir                                  | Por definir                                  | Por definir                                  | Por definir                                  | Por definir                                  | Por definir                                  | Por definir                                  | Por definir                                  |
| Total | 7/17                                         | 12.º                                         | 25                                           | 9                                            | 8                                            | 8                                            | 33                                           | 34                                           | –1                                           | Perišić y Modrić: 4                          |

### Copa FIFA Confederaciones
| Año   | Ronda             | Posición          | PJ                | PG                | PE                | PP                | GF                | GC                | DG                | Goleador          |
| ----- | ----------------- | ----------------- | ----------------- | ----------------- | ----------------- | ----------------- | ----------------- | ----------------- | ----------------- | ----------------- |
| 1992  | Sin participación | Sin participación | Sin participación | Sin participación | Sin participación | Sin participación | Sin participación | Sin participación | Sin participación | Sin participación |
| 1995  | No se clasificó   | No se clasificó   | No se clasificó   | No se clasificó   | No se clasificó   | No se clasificó   | No se clasificó   | No se clasificó   | No se clasificó   | No se clasificó   |
| 1997  | No se clasificó   | No se clasificó   | No se clasificó   | No se clasificó   | No se clasificó   | No se clasificó   | No se clasificó   | No se clasificó   | No se clasificó   | No se clasificó   |
| 1999  | No se clasificó   | No se clasificó   | No se clasificó   | No se clasificó   | No se clasificó   | No se clasificó   | No se clasificó   | No se clasificó   | No se clasificó   | No se clasificó   |
| 2001  | No se clasificó   | No se clasificó   | No se clasificó   | No se clasificó   | No se clasificó   | No se clasificó   | No se clasificó   | No se clasificó   | No se clasificó   | No se clasificó   |
| 2003  | No se clasificó   | No se clasificó   | No se clasificó   | No se clasificó   | No se clasificó   | No se clasificó   | No se clasificó   | No se clasificó   | No se clasificó   | No se clasificó   |
| 2005  | No se clasificó   | No se clasificó   | No se clasificó   | No se clasificó   | No se clasificó   | No se clasificó   | No se clasificó   | No se clasificó   | No se clasificó   | No se clasificó   |
| 2009  | No se clasificó   | No se clasificó   | No se clasificó   | No se clasificó   | No se clasificó   | No se clasificó   | No se clasificó   | No se clasificó   | No se clasificó   | No se clasificó   |
| 2013  | No se clasificó   | No se clasificó   | No se clasificó   | No se clasificó   | No se clasificó   | No se clasificó   | No se clasificó   | No se clasificó   | No se clasificó   | No se clasificó   |
| 2017  | No se clasificó   | No se clasificó   | No se clasificó   | No se clasificó   | No se clasificó   | No se clasificó   | No se clasificó   | No se clasificó   | No se clasificó   | No se clasificó   |
| Total | 0/10              | 0.º               | 0                 | 0                 | 0                 | 0                 | 0                 | 0                 | 0                 | -                 |

### Liga de Naciones de la UEFA
| Liga A  | Liga A     | Liga A | Liga A         | Liga A         | Liga A         | Liga A         | Liga A         | Liga A         | Liga A         | Liga A         | Liga A         | Liga A              |                |
| Edición | Fase final | Mov    | Resultado      | Posición       | PJ             | PG             | PE             | PP             | GF             | GC             | Dif            | Goleador            |                |
| ------- | ---------- | ------ | -------------- | -------------- | -------------- | -------------- | -------------- | -------------- | -------------- | -------------- | -------------- | ------------------- | -------------- |
| 2018-19 | 2019       |        | Primera fase   | 9.º            | 4              | 1              | 1              | 2              | 4              | 10             | –6             | Kramarić, Jedvaj: 2 |                |
| 2020-21 | 2021       |        | Primera fase   | 12.º           | 6              | 1              | 0              | 5              | 9              | 16             | –7             | Vlašić, Kovačić : 2 |                |
| 2022-23 | 2023       |        | Subcampeón     | 2.°            | 8              | 5              | 2              | 1              | 12             | 8              | 4              | Luka Modrić: 3      |                |
| 2024-25 | 2025       |        | Por disputarse | Por disputarse | Por disputarse | Por disputarse | Por disputarse | Por disputarse | Por disputarse | Por disputarse | Por disputarse | Por disputarse      | Por disputarse |
| Total   | Total      | Total  | 3/3            | 12.º           | 18             | 7              | 3              | 8              | 25             | 34             | –9             | Andrej Kramarić: 5  |                |

### Fútbol en los Juegos Olímpicos
| Año   | Ronda                                                           | Posición                                                        | PJ                                                              | PG                                                              | PE                                                              | PP                                                              | GF                                                              | GC                                                              |
| ----- | --------------------------------------------------------------- | --------------------------------------------------------------- | --------------------------------------------------------------- | --------------------------------------------------------------- | --------------------------------------------------------------- | --------------------------------------------------------------- | --------------------------------------------------------------- | --------------------------------------------------------------- |
| 1896  | No hubo competición de fútbol                                   | No hubo competición de fútbol                                   | No hubo competición de fútbol                                   | No hubo competición de fútbol                                   | No hubo competición de fútbol                                   | No hubo competición de fútbol                                   | No hubo competición de fútbol                                   | No hubo competición de fútbol                                   |
| 1900  | En 1900 y 1904 los Juegos Olímpicos los disputaron clubes       | En 1900 y 1904 los Juegos Olímpicos los disputaron clubes       | En 1900 y 1904 los Juegos Olímpicos los disputaron clubes       | En 1900 y 1904 los Juegos Olímpicos los disputaron clubes       | En 1900 y 1904 los Juegos Olímpicos los disputaron clubes       | En 1900 y 1904 los Juegos Olímpicos los disputaron clubes       | En 1900 y 1904 los Juegos Olímpicos los disputaron clubes       | En 1900 y 1904 los Juegos Olímpicos los disputaron clubes       |
| 1904  | En 1900 y 1904 los Juegos Olímpicos los disputaron clubes       | En 1900 y 1904 los Juegos Olímpicos los disputaron clubes       | En 1900 y 1904 los Juegos Olímpicos los disputaron clubes       | En 1900 y 1904 los Juegos Olímpicos los disputaron clubes       | En 1900 y 1904 los Juegos Olímpicos los disputaron clubes       | En 1900 y 1904 los Juegos Olímpicos los disputaron clubes       | En 1900 y 1904 los Juegos Olímpicos los disputaron clubes       | En 1900 y 1904 los Juegos Olímpicos los disputaron clubes       |
| 1908  | No existía la selección de fútbol de Croacia                    | No existía la selección de fútbol de Croacia                    | No existía la selección de fútbol de Croacia                    | No existía la selección de fútbol de Croacia                    | No existía la selección de fútbol de Croacia                    | No existía la selección de fútbol de Croacia                    | No existía la selección de fútbol de Croacia                    | No existía la selección de fútbol de Croacia                    |
| 1912  | No existía la selección de fútbol de Croacia                    | No existía la selección de fútbol de Croacia                    | No existía la selección de fútbol de Croacia                    | No existía la selección de fútbol de Croacia                    | No existía la selección de fútbol de Croacia                    | No existía la selección de fútbol de Croacia                    | No existía la selección de fútbol de Croacia                    | No existía la selección de fútbol de Croacia                    |
| 1920  | No existía la selección de fútbol de Croacia                    | No existía la selección de fútbol de Croacia                    | No existía la selección de fútbol de Croacia                    | No existía la selección de fútbol de Croacia                    | No existía la selección de fútbol de Croacia                    | No existía la selección de fútbol de Croacia                    | No existía la selección de fútbol de Croacia                    | No existía la selección de fútbol de Croacia                    |
| 1924  | No existía la selección de fútbol de Croacia                    | No existía la selección de fútbol de Croacia                    | No existía la selección de fútbol de Croacia                    | No existía la selección de fútbol de Croacia                    | No existía la selección de fútbol de Croacia                    | No existía la selección de fútbol de Croacia                    | No existía la selección de fútbol de Croacia                    | No existía la selección de fútbol de Croacia                    |
| 1928  | No existía la selección de fútbol de Croacia                    | No existía la selección de fútbol de Croacia                    | No existía la selección de fútbol de Croacia                    | No existía la selección de fútbol de Croacia                    | No existía la selección de fútbol de Croacia                    | No existía la selección de fútbol de Croacia                    | No existía la selección de fútbol de Croacia                    | No existía la selección de fútbol de Croacia                    |
| 1932  | No hubo competición de fútbol                                   | No hubo competición de fútbol                                   | No hubo competición de fútbol                                   | No hubo competición de fútbol                                   | No hubo competición de fútbol                                   | No hubo competición de fútbol                                   | No hubo competición de fútbol                                   | No hubo competición de fútbol                                   |
| 1936  | No existía la selección de fútbol de Croacia                    | No existía la selección de fútbol de Croacia                    | No existía la selección de fútbol de Croacia                    | No existía la selección de fútbol de Croacia                    | No existía la selección de fútbol de Croacia                    | No existía la selección de fútbol de Croacia                    | No existía la selección de fútbol de Croacia                    | No existía la selección de fútbol de Croacia                    |
| 1948  | No existía la selección de fútbol de Croacia                    | No existía la selección de fútbol de Croacia                    | No existía la selección de fútbol de Croacia                    | No existía la selección de fútbol de Croacia                    | No existía la selección de fútbol de Croacia                    | No existía la selección de fútbol de Croacia                    | No existía la selección de fútbol de Croacia                    | No existía la selección de fútbol de Croacia                    |
| 1952  | No existía la selección de fútbol de Croacia                    | No existía la selección de fútbol de Croacia                    | No existía la selección de fútbol de Croacia                    | No existía la selección de fútbol de Croacia                    | No existía la selección de fútbol de Croacia                    | No existía la selección de fútbol de Croacia                    | No existía la selección de fútbol de Croacia                    | No existía la selección de fútbol de Croacia                    |
| 1956  | No existía la selección de fútbol de Croacia                    | No existía la selección de fútbol de Croacia                    | No existía la selección de fútbol de Croacia                    | No existía la selección de fútbol de Croacia                    | No existía la selección de fútbol de Croacia                    | No existía la selección de fútbol de Croacia                    | No existía la selección de fútbol de Croacia                    | No existía la selección de fútbol de Croacia                    |
| 1960  | No existía la selección de fútbol de Croacia                    | No existía la selección de fútbol de Croacia                    | No existía la selección de fútbol de Croacia                    | No existía la selección de fútbol de Croacia                    | No existía la selección de fútbol de Croacia                    | No existía la selección de fútbol de Croacia                    | No existía la selección de fútbol de Croacia                    | No existía la selección de fútbol de Croacia                    |
| 1964  | No existía la selección de fútbol de Croacia                    | No existía la selección de fútbol de Croacia                    | No existía la selección de fútbol de Croacia                    | No existía la selección de fútbol de Croacia                    | No existía la selección de fútbol de Croacia                    | No existía la selección de fútbol de Croacia                    | No existía la selección de fútbol de Croacia                    | No existía la selección de fútbol de Croacia                    |
| 1968  | No existía la selección de fútbol de Croacia                    | No existía la selección de fútbol de Croacia                    | No existía la selección de fútbol de Croacia                    | No existía la selección de fútbol de Croacia                    | No existía la selección de fútbol de Croacia                    | No existía la selección de fútbol de Croacia                    | No existía la selección de fútbol de Croacia                    | No existía la selección de fútbol de Croacia                    |
| 1972  | No existía la selección de fútbol de Croacia                    | No existía la selección de fútbol de Croacia                    | No existía la selección de fútbol de Croacia                    | No existía la selección de fútbol de Croacia                    | No existía la selección de fútbol de Croacia                    | No existía la selección de fútbol de Croacia                    | No existía la selección de fútbol de Croacia                    | No existía la selección de fútbol de Croacia                    |
| 1976  | No existía la selección de fútbol de Croacia                    | No existía la selección de fútbol de Croacia                    | No existía la selección de fútbol de Croacia                    | No existía la selección de fútbol de Croacia                    | No existía la selección de fútbol de Croacia                    | No existía la selección de fútbol de Croacia                    | No existía la selección de fútbol de Croacia                    | No existía la selección de fútbol de Croacia                    |
| 1980  | No existía la selección de fútbol de Croacia                    | No existía la selección de fútbol de Croacia                    | No existía la selección de fútbol de Croacia                    | No existía la selección de fútbol de Croacia                    | No existía la selección de fútbol de Croacia                    | No existía la selección de fútbol de Croacia                    | No existía la selección de fútbol de Croacia                    | No existía la selección de fútbol de Croacia                    |
| 1984  | No existía la selección de fútbol de Croacia                    | No existía la selección de fútbol de Croacia                    | No existía la selección de fútbol de Croacia                    | No existía la selección de fútbol de Croacia                    | No existía la selección de fútbol de Croacia                    | No existía la selección de fútbol de Croacia                    | No existía la selección de fútbol de Croacia                    | No existía la selección de fútbol de Croacia                    |
| 1988  | No existía la selección de fútbol de Croacia                    | No existía la selección de fútbol de Croacia                    | No existía la selección de fútbol de Croacia                    | No existía la selección de fútbol de Croacia                    | No existía la selección de fútbol de Croacia                    | No existía la selección de fútbol de Croacia                    | No existía la selección de fútbol de Croacia                    | No existía la selección de fútbol de Croacia                    |
| 1992  | Desde 1992 los Juegos Olímpicos los disputan selecciones sub-23 | Desde 1992 los Juegos Olímpicos los disputan selecciones sub-23 | Desde 1992 los Juegos Olímpicos los disputan selecciones sub-23 | Desde 1992 los Juegos Olímpicos los disputan selecciones sub-23 | Desde 1992 los Juegos Olímpicos los disputan selecciones sub-23 | Desde 1992 los Juegos Olímpicos los disputan selecciones sub-23 | Desde 1992 los Juegos Olímpicos los disputan selecciones sub-23 | Desde 1992 los Juegos Olímpicos los disputan selecciones sub-23 |
| Total | 0/17                                                            | 0.º                                                             | 0                                                               | 0                                                               | 0                                                               | 0                                                               | 0                                                               | 0                                                               |

### China Cup
| Año   | Ronda           | Posición        | PJ              | PG              | PE              | PP              | GF              | GC              | DG              | Goleador                   |
| 2017  | 4.º puesto      | 4.º             | 2               | 0               | 2               | 0               | 2               | 2               | 0               | Andrijašević e Ivanušec: 1 |
| ----- | --------------- | --------------- | --------------- | --------------- | --------------- | --------------- | --------------- | --------------- | --------------- | -------------------------- |
| 2018  | No se clasificó | No se clasificó | No se clasificó | No se clasificó | No se clasificó | No se clasificó | No se clasificó | No se clasificó | No se clasificó |                            |
| Total | 1/1             | 4.º             | 2               | 0               | 2               | 0               | 2               | 2               | 0               | Andrijašević e Ivanušec: 1 |

## Clasificación FIFA
| Año/Mes                                                                                   | Enero                  | Febrero                | Marzo                  | Abril                  | Mayo                   | Junio                  | Julio                  | Agosto        | Septiembre    | Octubre       | Noviembre     | Diciembre     |
| ----------------------------------------------------------------------------------------- | ---------------------- | ---------------------- | ---------------------- | ---------------------- | ---------------------- | ---------------------- | ---------------------- | ------------- | ------------- | ------------- | ------------- | ------------- |
| 1993                                                                                      | Sin Clasificación FIFA | Sin Clasificación FIFA | Sin Clasificación FIFA | Sin Clasificación FIFA | Sin Clasificación FIFA | Sin Clasificación FIFA | Sin Clasificación FIFA | 117.º (6)     | 116.º (9)     | 118.º (9)     | 121.º (9)     | 122.º (8)     |
| 1994                                                                                      |                        | 122.º (8)              | 125.º (8)              | 103.º (8)              | 102.º (12)             | 91.º (13)              | 90.º (17)              | --            | 73.º (15)     | 67.º (22)     | 61.º (26)     | 62.º (30)     |
| 1995                                                                                      | --                     | 64.º (30)              | --                     | 56.º (30)              | 51.º (33)              | 51.º (36)              | 53.º (35)              | 56.º (35)     | 73.º (35)     | 45.º (22)     | 39.º (38)     | 41.º (41)     |
| 1996                                                                                      | 41.º (40)              | 43.º (40)              | --                     | 28.º (40)              | 27.º (47)              | --                     | 22.º (47)              | 23.º (50)     | 25.º (50)     | 22.º (50)     | 24.º (51)     | 24.º (51)     |
| 1997                                                                                      | --                     | 25.º (51)              | --                     | 28.º (51)              | 28.º (49)              | 29.º (51)              | 32.º (50)              | 33.º (50)     | 33.º (50)     | 29.º (51)     | 21.º (53)     | 19.º (56)     |
| 1998                                                                                      | --                     | 16.º (56)              | 18.º (56)              | 23.º (56)              | 19.º (55)              | --                     | 4.º (55)               | 4.º (66)      | 4.º (66)      | 4.º (66)      | 4.º (66)      | 4.º (66)      |
| 1999                                                                                      | 3.º (66)               | 3.º (745)              | 3.º (742)              | 6.º (738)              | 6.º (734)              | 7.º (730)              | 7.º (723)              | 8.º (719)     | 6.º (712)     | 6.º (727)     | 6.º (726)     | 9.º (719)     |
| 2000                                                                                      | 9.º (713)              | 9.º (713)              | 9.º (710)              | 10.º (708)             | 7.º (703)              | 9.º (708)              | 14.º (700)             | 15.º (694)    | 15.º (687)    | 17.º (675)    | 17.º (665)    | 18.º (667)    |
| 2001                                                                                      | 18.º (656)             | 18.º (655)             | 17.º (654)             | 17.º (656)             | 19.º (665)             | 14.º (650)             | 18.º (672)             | 17.º (668)    | 16.º (666)    | 16.º (674)    | 19.º (685)    | 19.º (671)    |
| 2002                                                                                      | 19.º (668)             | 21.º (668)             | 23.º (667)             | 23.º (659)             | 21.º (653)             | --                     | 27.º (655)             | 26.º (653)    | 29.º (651)    | 35.º (641)    | 36.º (631)    | 32.º (625)    |
| 2003                                                                                      | 32.º (629)             | 33.º (629)             | 34.º (626)             | 26.º (622)             | 26.º (641)             | 26.º (640)             | 25.º (640)             | 26.º (638)    | 23.º (636)    | 20.º (646)    | 20.º (664)    | 20.º (662)    |
| 2004                                                                                      | 20.º (673)             | 19.º (673)             | 20.º (676)             | 24.º (669)             | 25.º (660)             | 20.º (655)             | 23.º (662)             | 25.º (662)    | 25.º (659)    | 23.º (662)    | 23.º (686)    | 23.º (683)    |
| 2005                                                                                      | 23.º (677)             | 23.º (676)             | 24.º (675)             | 21.º (674)             | 21.º (688)             | 22.º (686)             | 22.º (694)             | 20.º (695)    | 24.º (693)    | 19.º (686)    | 20.º (702)    | 20.º (701)    |
| 2006                                                                                      | 20.º (701)             | 23.º (701)             | 19.º (705)             | 24.º (690)             | 23.º (686)             | --                     | 23.º (854)             | 21.º (854)    | 24.º (825)    | 19.º (882)    | 15.º (948)    | 15.º (948)    |
| 2007                                                                                      | 15.º (948)             | 12.º (987)             | 12.º (982)             | 12.º (1011)            | 12.º (1011)            | 11.º (1080)            | 7.º (1192)             | 6.º (1223)    | 10.º (1151)   | 10.º (1155)   | 10.º (1129)   | 10.º (1129)   |
| 2008                                                                                      | 10.º (1129)            | 12.º (1096)            | 12.º (1101)            | 13.º (1041)            | 13.º (1044)            | 15.º (1017)            | 7.º (1282)             | 5.º (1282)    | 5.º (1266)    | 6.º (1223)    | 7.º (1158)    | 7.º (1142)    |
| 2009                                                                                      | 7.º (1142)             | 7.º (1175)             | 7.º (1169)             | 8.º (1151)             | 8.º (1151)             | 8.º (1200)             | 10.º (1031)            | 10.º (1031)   | 9.º (1101)    | 8.º (1087)    | 10.º (1050)   | 10.º (1042)   |
| 2010                                                                                      | --                     | 11.º (1053)            | 11.º (1050)            | 10.º (1051)            | 9.º (1052)             | 10.º (1041)            | 15.º (968)             | 14.º (968)    | 11.º (998)    | 9.º (1086)    | 9.º (1098)    | 10.º (1075)   |
| 2011                                                                                      | 9.º (1075)             | 9.º (1075)             | 8.º (1071)             | 10.º (991)             | 10.º (991)             | 8.º (1033)             | 9.º (1033)             | 10.º (1009)   | 9.º (1057)    | 12.º (1015)   | 8.º (1091)    | 8.º (1091)    |
| 2012                                                                                      | 8.º (1091)             | 9.º (1101)             | 10.º (1049)            | 8.º (1114)             | 8.º (1114)             | 8.º (1053)             | 9.º (1050)             | 9.º (1050)    | 9.º (1020)    | 16.º (1027)   | 14.º (1103)   | 14.º (1103)   |
| 2013                                                                                      | 10.º (1064)            | 9.º (1059)             | 9.º (1080)             | 4.º (1191)             | 4.º (1191)             | 4.º (1222)             | 8.º (1098)             | 8.º (1098)    | 10.º (1051)   | 18.º (901)    | 16.º (971)    | 16.º (971)    |
| 2014                                                                                      | 16.º (971)             | 16.º (966)             | 16.º (955)             | 20.º (871)             | 20.º (871)             | 18.º (903)             | 17.º (955)             | 16.º (964)    | 19.º (928)    | 14.º (1002)   | 19.º (946)    | 19.º (946)    |
| 2015                                                                                      | 19.º (946)             | 19.º (945)             | 19.º (963)             | 17.º (977)             | 17.º (977)             | 18.º (992)             | 14.º (1023)            | 13.º (1023)   | 14.º (1037)   | 16.º (965)    | 19.º (924)    | 18.º (958)    |
| 2016                                                                                      | 18.º (958)             | 18.º (958)             | 18.º (965)             | 23.º (856)             | 23.º (856)             | 27.º (842)             | 15.º (1022)            | 15.º (1022)   | 14.º (1059)   | 16.º (1027)   | 14.º (1103)   | 14.º (1103)   |
| 2017                                                                                      | 14.º (1103)            | 16.º (1039)            | 16.º (1042)            | 18.º (1016)            | 18.º (1016)            | 18.º (1033)            | 15.º (1007)            | 16.º (1007)   | 18.º (977)    | 18.º (1013)   | 17.º (1018)   | 17.º (1018)   |
| 2018                                                                                      | 15.º (1048)            | 15.º (1048)            | 15.º (1053)            | 18.º (975)             | 28.º (975)             | 20.º (945)             | 12.º (2036)            | 4° (1643)     | 4° (1634)     | 4° (1635)     | 4° (1634)     | 4° (1634)     |
| 2019                                                                                      | --                     | 4° (1634)              | --                     | 5° (1621)              | --                     | 6° (1625)              | 7° (1625)              | --            | 8° (1625)     | 7° (1631)     | 6° (1642)     | 6° (1642)     |
| 2020                                                                                      | --                     | 6° (1642)              | --                     | 6° (1642)              | --                     | 6° (1642)              | 6° (1642)              | --            | 8° (1628)     | 9° (1634)     | 11° (1617)    | 11° (1617)    |
| 2021                                                                                      | --                     | 11° (1617)             | --                     | 14° (1605.75)          | 14° (1605.75)          | --                     | --                     | 18° (1594.36) | 17° (1608.25) | 18° (1608.84) | 15° (1620.74) | 15° (1620.74) |
| 2022                                                                                      | --                     | 15° (1620.74)          | 16° (1621.11)          | --                     | --                     | 15° (1632.15)          | --                     | 15° (1632.15) | --            | 12° (1645.64) | --            | 7° (1727.62)  |
| 2023                                                                                      | --                     | --                     | --                     | 7° (1730.02)           | --                     | 6° (1742.55)           |                        |               |               |               |               |               |
| Posición promedio desde la creación de la Clasificación mundial de la FIFA: 21.ª posición |                        |                        |                        |                        |                        |                        |                        |               |               |               |               |               |

Fuente: Ficha de Croacia en FIFA Archivado el 11 de diciembre de 2018 en Wayback Machine. y Estadísticas FIFA Archivado el 8 de junio de 2012 en Wayback Machine.
Colores: Dorado = 1.º puesto; Plateado = 2.º puesto; Bronce = 3.º puesto; Azul=Top 10; Rosado =Peor posición.

## Categorías inferiores

### Selección sub-21
Las selecciones sub-21 se forman en 1976 cuando la UEFA reestructura las competiciones juveniles e inferiores. Sin embargo; el combinado sub-21 de Croacia recién se crea en 1991, año en el que Croacia logra su independencia de Yugoslavia. El 13 de febrero de 1993, disputó su primer partido frente a la selección sub-21 de Italia: un amistoso empatado 0:0. Participó dos veces en la Eurocopa Sub-21: en 2000 y 2004, sin pasar de la primera fase en ambas ediciones.

### Selección sub-20
Desde su creación en 1994, la selección sub-20 es la encargada de disputar las Copas Mundiales de Fútbol Sub-20. Su mejor campaña fue la realizada en 1999, cuando alcanzaron los octavos de final. Volvieron a participar en 2011, sin pasar de la fase de grupos.

### Selección sub-19
Formada en 1993, la categoría sub-19 (antes del año 2000, denominada como sub-18) disputa los Campeonatos de Europa Sub-19. Su mejor participación fue en 1998, cuando lograron el tercer lugar en el torneo realizado en Chipre. En 2010, realizaron otra gran campaña al acceder hasta las semifinales.

### Selección sub-17
Bajo la denominación sub-16 desde 1982 hasta 2001, la selección sub-17 representa a Croacia en los Campeonatos de Europa Sub-17. En total, han clasificado cinco veces al torneo final, siendo su mejor presentación en 2001, año en el que también alcanzaron el tercer lugar.

## Palmarés
| Copa Mundial de Fútbol | – | 1 (2018)           | 2 (1998 y 2022)    | –                  |                    |
| Eurocopa               | – | –                  | –                  | –                  |                    |
| Liga de Naciones       | – | 1 (2022-23)        | –                  | –                  |                    |
| Total                  | – | Selección Absoluta | Selección Absoluta | Selección Absoluta | Selección Absoluta |